# Liste der Monuments historiques in Aube (Moselle)
Die Liste der Monuments historiques in Aube führt die Monuments historiques in der französischen Gemeinde Aube auf.

## Liste der Bauwerke
| Bezeichnung       | Beschreibung                     | Standort              | Kennzeichnung | Schutzstatus | Datum | Bild           |
| ----------------- | -------------------------------- | --------------------- | ------------- | ------------ | ----- | -------------- |
| Kirche Notre-Dame | aus dem 12. oder 13. Jahrhundert | Route de Lemud (Lage) | PA00106725    | Classé       | 1930  | weitere Bilder |

## Liste der Objekte
| Bezeichnung               | Beschreibung                                 | Standort                        | Kennzeichnung | Schutzstatus | Datum | Bild |
| ------------------------- | -------------------------------------------- | ------------------------------- | ------------- | ------------ | ----- | ---- |
| Skulptur Madonna mit Kind | Kalkstein, erste Hälfte des 15. Jahrhunderts | in der Kirche Notre-Dame (Lage) | PM57000703    | Classé       | 2007  |      |